# Mons Gruithuisen Delta

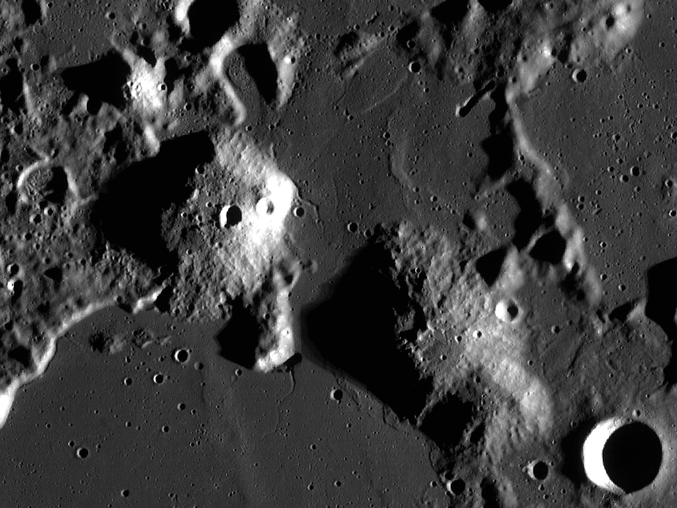
Mons Gruithuisen Gamma a Mons Gruithuisen Delta

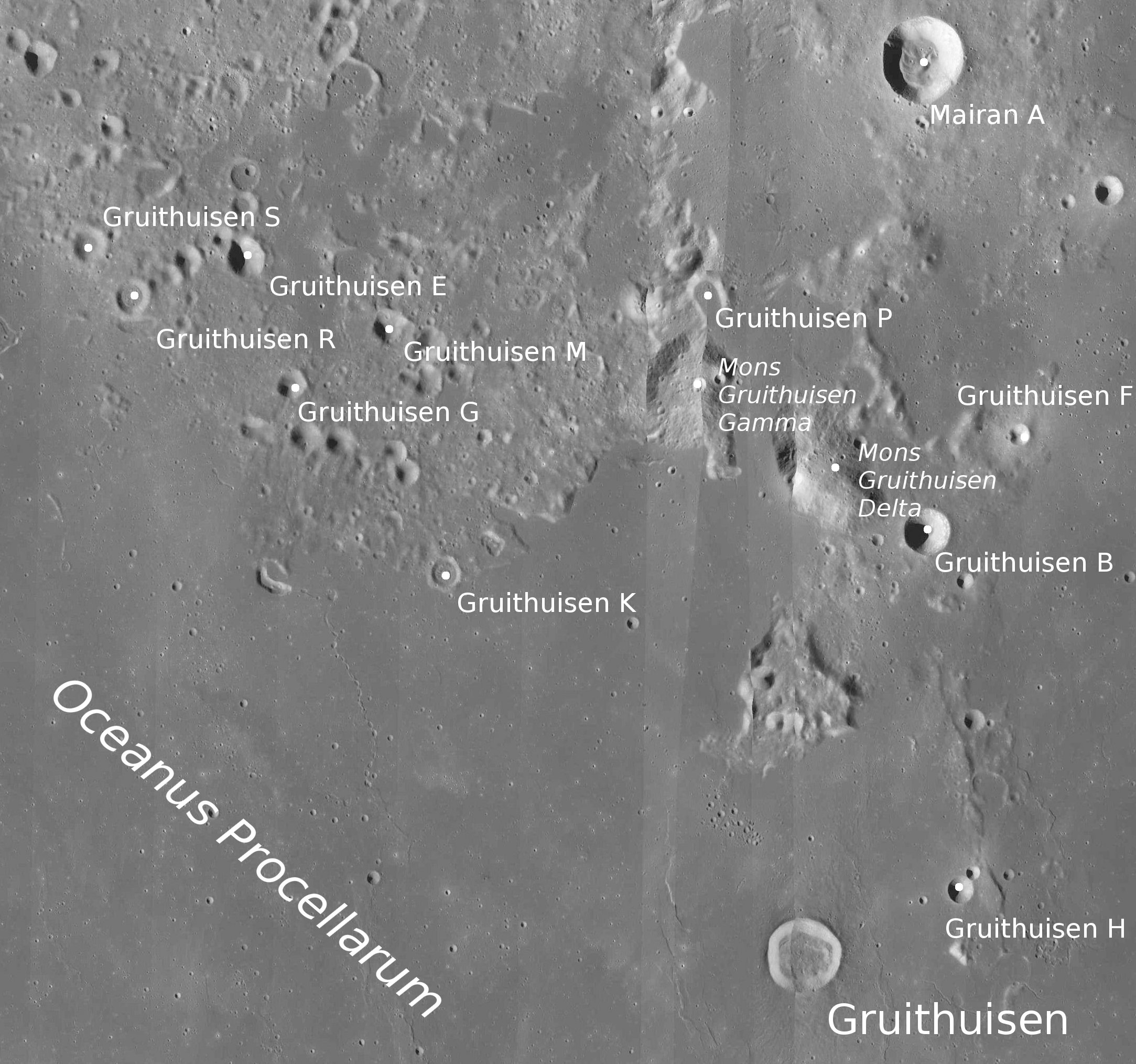
Poloha Mons Gruithuisen Delta

Mons Gruithuisen Delta je měsíční kopec se základnou o průměru 20 km na rozhraní Oceánu bouří (Oceanus Procellarum) a Moře dešťů (Mare Imbrium) na přivrácené straně Měsíce. Střední selenografické souřadnice jsou 36,1° S a 39,6° Z.
V těsné blízkosti (severozápadně) se nachází kopec Mons Gruithuisen Gamma, oba jsou pojmenovány podle nedalekého kráteru Gruithuisen ležícího jižně (ten byl pojmenován podle německého astronoma Franze von Gruithuisena). Oba kopce jsou situovány poblíž pevninské oblasti, která pokračuje na sever. Velmi blízko kopci Mons Gruithuisen Delta (jihovýchodně od něj) leží satelitní kráter Gruithuisen B, o něco dále směrem na východ od úpatí kopce pak další malý kráter Gruithuisen F.